# Józefów (Powiat Biłgorajski)
Józefów ist eine Stadt in Polen in der Woiwodschaft Lublin im Powiat Biłgorajski. Sie ist Sitz der gleichnamigen Stadt-und-Land-Gemeinde.

## Geographie
Die Stadt Józefów liegt im Südosten Polens, nördlich des Park Krajobrazowy Puszczy Solskiej (Landschaftspark Solska-Urwald). Etwa 45 Kilometer südöstlich verläuft die Staatsgrenze Polens zur Ukraine. In Józefów entspringt der kleine Fluss Niepryszka (auch Nepryszka).

## Geschichte

### Gründung bis zu den Weltkriegen
Das heutige Józefów wurde 1725 auf dem Gebiet des Dorfes Majdan Nepryski gegründet. Den Namen erhielt die Stadt von ihrem Gründer Tomasz Józef Zamoyski. Die Anlage der Stadt erfolgte nach Magdeburger Recht mit dem Recht vier Jahrmärkte pro Jahr ausrichten zu dürfen.
Zwischen 1726 und 1728 wurde ein hölzernes Rathaus im Zentrum errichtet. Mitte des 18. Jahrhunderts wurde fünf Kilometer von Józefów entfernt ein Hammerwerk errichtet, das bis 1862 genutzt wurde. Weiterhin gab es in der Nähe des Hammerwerkes eine Papiermanufaktur.
Bei der Ersten Teilung Polens wurde die Stadt 1772 Teil Österreichs. Mit der Bildung des Herzogtums Warschau wurde Józefów 1809 Teil desselben und 1815 Teil Kongresspolens. 1818 brannte das Rathaus ab, 1850 die Synagoge und 1883 die Papierfabrik. 1870 verlor der Ort sein Stadtrecht. Beim Januaraufstand der Polen gegen die Russen starben am 24. April 1863 28 Aufständische, unter ihnen Mieczysław Romanowski, ein polnischer Dichter.

### Zweiter Weltkrieg

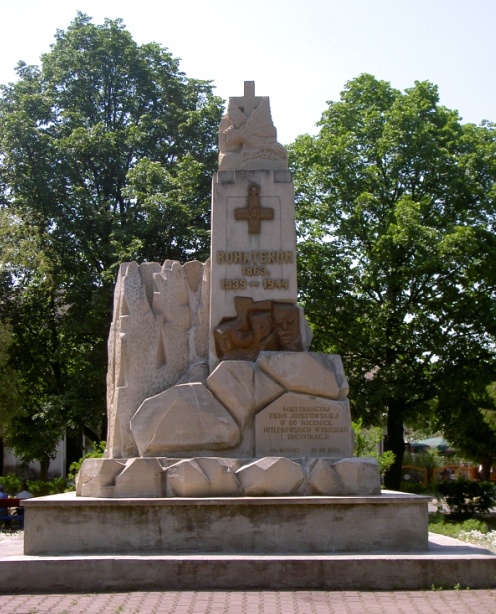
Denkmal für die Helden von 1863 und 1939–1944

Im September 1939, beim deutschen Überfall auf Polen, wurde die Stadt von der deutschen Luftwaffe bombardiert und am Ende des Monats im Rahmen der sowjetischen Besetzung Ostpolens kurzzeitig von der Roten Armee besetzt. Als die sowjetischen Truppen die Stadt verließen, flüchteten auch einige Juden in die Sowjetunion. Am 18. März 1941 wurden etwa 1100 Juden aus Konin in Józefów zwangsangesiedelt. Auf Grund der dadurch noch stärker verschlechterten Lebensbedingungen brach eine Typhus-Epidemie aus. Im August 1941 brannten einige Häuser ab. Den 2147 Juden wurden jeweils 72 Gramm Brot und 200 Gramm Zucker pro Monat zugestanden. Im Rahmen der Aktion Reinhard wurden am 1. Mai 1942 20 Juden festgenommen, von denen die Gestapo befürchtete, dass sie Führer von Widerstandsbewegungen sein könnten. Es folgten weitere Verhaftungen und Ermordungen in den folgenden Monaten. Am 11. Mai 1942 wurden ca. 130 Juden auf offener Straße von drei Deutschen, Angehörige der Gestapo oder der Schupo, niedergeschossen. Das größte Massaker wurden am 13. Juli 1942 verübt. 300 junge Männer wurden in einem Zug nach Lublin gebracht, vermutlich zur Zwangsarbeit auf dem dortigen Flugfeld. Weitere 1300 bis 1500 Juden wurden mit LKWs zwei Kilometer von Józefów in den Wald beim Berg  Winiarczykowa Góra gebracht und dort erschossen. Einige waren bereits zuvor direkt in der Stadt erschossen worden. Durchgeführt wurde das Massaker von Józefów vom 101. Polizei-Bataillon der Reserve unter Major Trapp. Einige Juden überlebten verletzt oder weil sie sich zuvor versteckt hatten. In der nächsten Zeit wurden weitere Juden nach Józefów deportiert. Im September 1942 wurden 70 Juden erschossen, weil der Judenrat einer Geldforderung der Gestapo nicht schnell genug nachgekommen war. Im November 1942 wurde die Stadt für "judenfrei" erklärt. In den folgenden Monaten machten Schupo und Bahnschutz-Polizei Jagd auf Juden, die entkommen waren und sich in der Gegend versteckten. Gefangene wurden ermordet. Dabei wurden aufgegriffene Juden auch von einheimischen Bauern ausgeraubt. 1943 begannen um Józefów Aktivitäten von Partisanen, zu deren Bekämpfung im Juni 1944 30.000 deutsche Soldaten in die Gegend abgeordnet wurden. Im Juli 1944 wurde die Gegend dann von der Roten Armee eingenommen. Die Zahl der während der deutschen Besatzung ermordeten Juden wird auf 2500 bis 2600 geschätzt. Wie viele überlebt haben, kann nicht gesagt werden.

### Volksrepublik und Dritte Polnische Republik
Nach dem Krieg wurde die Stadt Teil der Volksrepublik Polen.
1988 wurde Józefów wieder zur Stadt erhoben.

### Einwohnerentwicklung
1921 wurden 1344, 1939 fast 3000 Einwohner gezählt. Die Mehrheit der Bewohner waren Juden. Die durch den Zweiten Weltkrieg stark dezimierte Einwohnerzahl betrug 1951 953. Sie wuchs bis 1973 auf 1400 und 1989 wurden 3000 Einwohner gezählt. Zum 30. Juni 2010 wurden 2389 Menschen in Józefów gezählt.

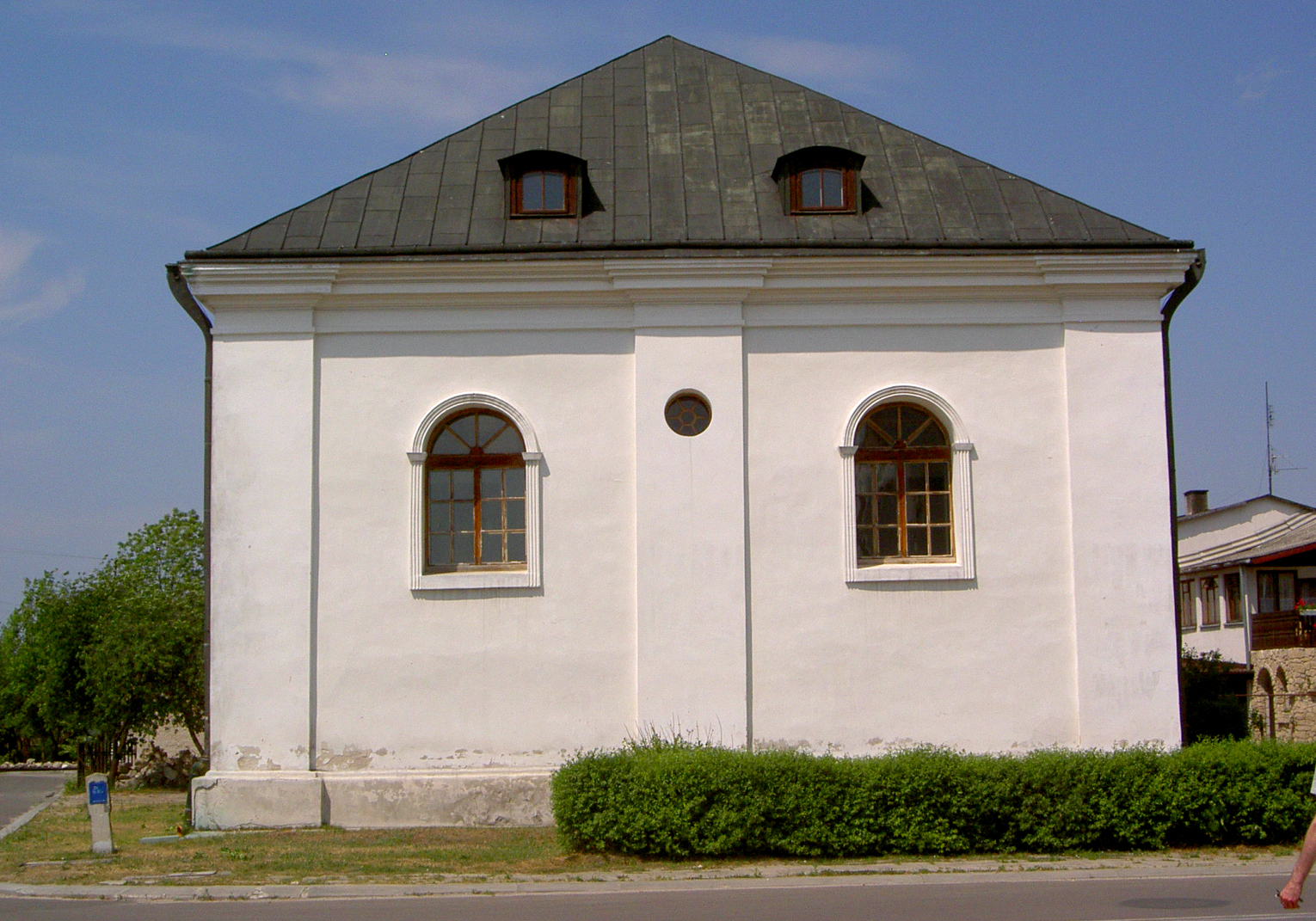
Ehem. Synagoge von Józefów

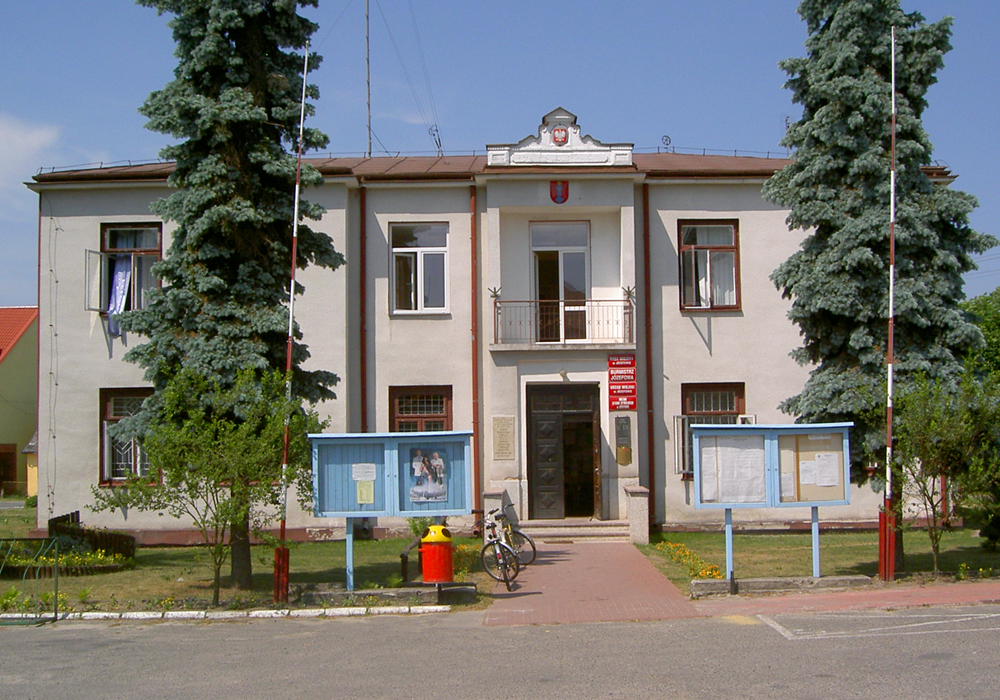
Stadt- und Gemeindeverwaltung

## Gemeinde
Die Stadt-und-Land-Gemeinde (gmina miejsko-wiejska) hat eine Fläche von 126,46 km², auf der etwa 6800 Menschen leben.

## Kultur und Sehenswürdigkeiten

### Bauwerke
- Neobarocke Pfarrkirche aus dem 19. Jahrhundert
- Ehemalige Synagoge, heute Stadtbibliothek
- Jüdischer Friedhof
- Denkmal für die Helden von 1863 und 1939 bis 1944

## Wirtschaft und Infrastruktur

### Verkehr

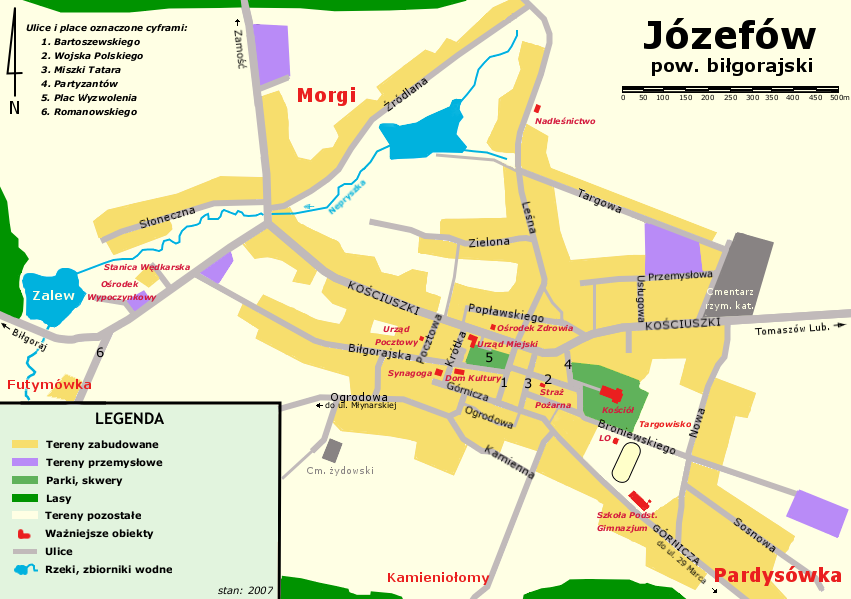
Stadtplan

In der Stadt Józefów kreuzen sich die Wojewodschaftsstraßen 853 (droga wojewódzka 853) und 849. Die 853 verläuft von Ost nach West. Im Osten mündet sie nach etwa 25 Kilometer in die Landesstraße 17 (droga krajowa 17), zugleich Europastraße 372, in Tomaszów Lubelski. In westlicher Richtung mündet sie nach etwa derselben Strecke in der Wojewodschaftsstraße 835.
Die 849 endet im Süden nach etwa 20 Kilometern in der Wojewodschaftsstraße 849. Im Norden mündet sie nach etwa 30 Kilometern in Zamość in der Landesstraße 74.
Der Flughafen Rzeszów-Jasionka ist der nächste internationale Flughafen. Er liegt etwa 90 Kilometer südwestlich von Józefów.